# Bad Vibes Forever
| Оценки критиков | Оценки критиков |
| Источник        | Оценка          |
| --------------- | --------------- |
| AllMusic        | [ 3 ]           |
| HipHopDX        | [ 4 ]           |
| NME             | [ 5 ]           |
| Pitchfork       | 3.5/10          |

Bad Vibes Forever — четвёртый и последний студийный альбом американского рэпера XXXTentacion. Это его второй посмертный сольный альбом после его смерти в июне 2018 года. Альбом выпущен 6 декабря 2019 года и содержит гостевое участие от Лил Уэйна, Джойнера Лукаса, Blink-182, Tory Lanez, Стеффлон Дон, Mavado, Кай-Мани Марли, Рик Росса, Vybz Kartel, Craig Xen и других.

## Предыстория
Bad Vibes Forever изначально планировался как дебютный альбом XXXTentacion, релиз которого намечался на 31 октября 2016 года. В интервью в марте 2017 года XXXTentacion заявил, что он работает над Bad Vibes Forever параллельно альбому 17. 17 был выпущен в качестве дебютного альбома в августе 2017 года, а затем мини-альбом A Ghetto Christmas Carol в декабре того же года. В том же месяце XXXTentacion объявил, что его последующие три альбома получат названия ?, Skins и Bad Vibes Forever.
Второй студийный альбом XXXTentacion ? был выпущен в марте 2018 года, последний проект, который он выпустил до смерти в июне 2018 года. Его первый посмертный альбом Skins был выпущен в декабре 2018 года. В годовщину его убийства было объявлено о предстоящем альбоме и документальном фильме, запланированном на этот год. Billboard подтвердил название альбома Bad Vibes Forever в августе 2019 года, запланированным на осень 2019 года. На альбоме будет присутствовать гостевое участие от Стеффлон Дон, Лил Уэйна, Trippie Redd, Рик Росса, Joey Badass и других. 25 августа 2019 года песни «Hearteater» и «School Shooter (при участии Лил Уэйна)» были подтверждены для альбома.
12 ноября 2019 года в историях Instagram был показан тизер альбома и линии одежды XXXTentacion под названием Bad Vibes Forever. В видео название альбома было объявлено как Bad Vibes Forever, Vol. 1 и было сказано, что это «последний альбом».
20 ноября 2019 года мама XXXTentacion опубликовала в социальных сетях обложку альбома и заявила, что альбом, снова называемый Bad Vibes Forever, выйдет «скоро». Обложка была замечена раньше с помощью Shazam. В трейлере альбома была названа дата релиза 6 декабря.

## Продвижение
31 августа 2018 года хьюстонский рэпер Sauce Walka выпустил микстейп Trap God, в котором была песня в сотрудничестве с Онфроем под названием «Voss», спродюсированная Carnage
Песня «Royalty» с участием Кай-Мани Марли, Стеффлон Дон и Vybz Kartel была выпущена 19 июля 2019 года в качестве ведущего сингла альбома.
Тизер «Hearteater», первоначально планировавшийся для альбома ?, был опубликован 18 октября 2019 года, с изображением бывшей девушки XXXTentacion, Женевы Айала, поедающей кровавое сердце. Сингл был официально выпущен 22 октября 2019 года. Было также объявлено музыкальное видео к треку при участии Аялы, которая ранее обвинила рэпера в домашнем насилии. Клип был выпущен 25 октября 2019 года.
Заглавный трек альбома с участием Trippie Redd и PnB Rock был выпущен 22 ноября 2019 года после тизера альбома, выпущенного накануне. В тизере альбома два артиста, а также Билли Айлиш и Lil Skies, рассказывают о влиянии XXXTentacion на их жизнь, причём Айлиш говорит, что Экс был «луч света [который] пытался сделать все для других людей».
3 декабря был представлен трек-лист альбома.

## Отзывы
Киан-Сиан Уильямс с NME назвал альбом «лучше, чем прошлогодний „Skins“, но всё же это „случай уменьшения отдачи“ и „серьезный случай чрезмерного приукрашивания тонкого материала“».

## Коммерческий успех
Bad Vibes Forever дебютировал на 5 позиции в американском чарте Billboard 200 с продажами в 65 000 единиц, эквивалентных альбому. Это четвёртый альбом XXXTentacion, вошедший в десятку лучших альбомов США.

## Список композиций
Адаптировано под Apple Music.
| №                   | Название                                                           | Автор(ы)                                                                                       | Продюсер(ы)                  | Длительность |
| ------------------- | ------------------------------------------------------------------ | ---------------------------------------------------------------------------------------------- | ---------------------------- | ------------ |
| 1.                  | «Introduction»                                                     | Джасей Онфрой                                                                                  | John Cunningham XXXTentacion | 1:43         |
| 2.                  | «Ex Bitch»                                                         | Онфрой Cunningham                                                                              | Cunningham                   | 2:01         |
| 3.                  | «Ugly»                                                             | Онфрой                                                                                         | XXXTentacion                 | 1:31         |
| 4.                  | «Bad Vibes Forever» (при участии PnB Rock и Trippie Redd)          | Онфрой Cunningham Майкл Л. Уайт Раким Аллен Robert Soukiasyan                                  | John Cunningham              | 2:30         |
| 5.                  | «School Shooter» (при участии Лил Уэйна)                           | Дуэйн Майкл Картер-младший Онфрой Jasper Sheff Cunningham                                      | Sheff Cunningham             | 1:33         |
| 6.                  | «I Changed Her Life» (при участии Рика Росса)                      | Онфрой Cunningham Уильям Л. Робертс II                                                         | Cunningham                   | 1:48         |
| 7.                  | «Triumph»                                                          | Онфрой Cunningham                                                                              | Cunningham                   | 2:46         |
| 8.                  | «Limbo» (при участии Killstation)                                  | Онфрой Noel Santana Paul Judge                                                                 | Judge Killstation            | 3:14         |
| 9.                  | «Before I Realize»                                                 | Онфрой Cunningham Soukiasyan                                                                   | Cunningham Soukiasyan        | 1:34         |
| 10.                 | «Ecstacy» (при участии Ноа Сайрус)                                 | Anneka Warburton Онфрой Марсель Эверетт                                                        | XXXTentacion XXYYXX          | 4:00         |
| 11.                 | «Kill My Vibe» (при участии Tom G)                                 | Андре Лион Онфрой Sheff Cunningham John Rodriguez Marcello Valenzano Ted Kay Thomas L. Godbolt | Sheff Cunningham             | 2:08         |
| 12.                 | «Hot Gyal» (при участии Tory Lanez и Mavado)                       | David C. Brooks Дейстар Петерсон Онфрой Jamal Rashid Джон Кроуфорд                             | JonFX Mally Mall             | 2:14         |
| 13.                 | «The Only Time I Feel Alive» (при участии Craig Xen)               | Craig Xen Онфрой Sheff Cunningham                                                              | Sheff Cunningham             | 2:43         |
| 14.                 | «The Interlude That Never Ends»                                    | Онфрой                                                                                         | XXXTentacion                 | 2:28         |
| 15.                 | «Daemons»                                                          | Chanslin Онфрой Джо-Вон Виржини Мэтью Джефферсон                                               | Chanslin                     | 2:52         |
| 16.                 | «Attention!»                                                       | Онфрой Cunningham                                                                              | Cunningham                   | 2:00         |
| 17.                 | «Eat It Up»                                                        | Онфрой Рональд Спенс-младший                                                                   | Ronny J                      | 1:45         |
| 18.                 | «Voss» (при участии Sauce Walka)                                   | Albert Walker Mondane Диаманте Э. Блэкмон Онфрой                                               | Carnage                      | 1:47         |
| 19.                 | «Royalty» (при участии Кай-Мани Марли, Стеффлон Дон и Vybz Kartel) | Адиджа Палмер Онфрой Crawford Josh Humber Кай-Мани Марли Стефани Аллен                         | John Fx                      | 3:23         |
| 20.                 | «Won't Grow Old (I Won't Let Go)» (при участии Jimmy Levy)         | Онфрой Jimmy Levy Cunningham Soukiasyan                                                        | Cunningham                   | 2:11         |
| 21.                 | «Hearteater»                                                       | Онфрой Cunningham Soukiasyan                                                                   | Cunningham Soukiasyan        | 2:16         |
| 22.                 | «Northstar Remix» (при участии Джойнера Лукаса)                    | Гэри М. Лукас-младший Онфрой Rashid Спенс-младший                                              | Mally Mall Ronny J           | 2:46         |
| 23.                 | «Chase/Glass Shards» (при участии Ikabod Veins)                    | Онфрой Jordan Aristides Serin                                                                  | XXXTentacion                 | 2:18         |
| 24.                 | «Numb The Pain»                                                    | Онфрой Cunningham                                                                              | Cunningham XXXTentacion      | 1:22         |
| 25.                 | «It’s All Fading To Black» (при участии blink-182)                 | Onfroy Cunningham Марк Хоппус                                                                  | Cunningham                   | 2:31         |
| Общая длительность: | Общая длительность:                                                | Общая длительность:                                                                            | Общая длительность:          | 57:24        |

Комментарии
- «Introduction», «Bad Vibes Forever», «Before I Realize», «The Interlude That Never Ends», «Won’t Grow Old (I Won’t Let Go)» и «Numb the Pain» стилизованы под строчные буквы.
- «Ugly», «Limbo», «The Only Time I Feel Alive», «Attention!», «Hearteater» и «It’s All Fading to Black» стилизовано под заглавные буквы.
- «Chase/Glass Shards» стилизовано как «CHASE/glass shards».
- «Bad Vibes Forever» была включена в A Love Letter to You 4 от Trippie Redd, но позже удалена по неизвестным причинам.
- «Daemons» ремикс на старую песню XXXTentacion «Who The Fuck is God?» и содержала гостевое участие от J Soul.
- «Ecstasy» это переделка старой песни XXXTentacion такого же названия.
- «Voss» является перевыпущенной песней с альбома Sauce Walka Drip God. Carnage выступает в качестве продюсера, а не вокалиста.
- «Northstar (Remix)» ремикс на песню XXXTentacion «Shining Like The Northstar». У него другая инструментальная часть.

## Чарты
| Чарт (2019)                            | Высшая позиция |
| -------------------------------------- | -------------- |
| Бельгия/Фландрия (Ultratop)            | 57             |
| Бельгия/Валлония (Ultratop)            | 95             |
| Канада (Canadian Albums Chart)         | 11             |
| Дания (Hitlisten)                      | 15             |
| Нидерланды (Album Top 100)             | 27             |
| Франция (SNEP)                         | 98             |
| Ирландия (IRMA)                        | 37             |
| Италия (Classifica album)              | 70             |
| Латвия (LAIPA)                         | 6              |
| Новая Зеландия (RMNZ)                  | 25             |
| Норвегия (VG-lista)                    | 15             |
| Швейцария (Schweizer Hitparade)        | 41             |
| Великобритания (UK Albums Chart)       | 53             |
| США Billboard 200                      | 5              |
| США (Billboard Independent Albums)     | 1              |
| США (Billboard Top R&B/Hip-Hop Albums) | 3              |